# Altteilsteuer
Die Altteilsteuer (auch als Altteilesteuer, Austauschaltteilsteuer oder Austauschverfahren bezeichnet) ist im deutschen Umsatzsteuerrecht eine besondere Form der Umsatzsteuer in der Kfz-Branche. Sie entsteht, wenn Kunden Teile eines Kraftfahrzeugs austauschen lassen, Grundlage ist der Wert des ursprünglichen Neuteils. Diese Steuer wird von der Werkstatt oder dem Händler an das Finanzamt abgeführt und für den Kunden auf der Rechnung separat aufgeführt.

## Rechtsgrundlage
Beim Austausch von Teilen eines Kraftfahrzeuges kommt es umsatzsteuerlich zu einem Tausch mit Baraufgabe. Diese umsatzsteuerrechtliche Beurteilung geht zurück auf ein Urteil des Bundesfinanzhofs aus dem Jahr 1962 und bedeutet, dass der Kfz-Unternehmer als Gegenleistung für das Neuteil vom Kunden das reparaturbedürftige Altteil und die Differenz zwischen beiden Werten in Geld erhält. Die Hingabe des Altteils durch den Kunden löst Umsatzsteuer aus, die vom Kfz-Unternehmer zu berechnen ist.
Als Kfz-Unternehmer gelten neben Autowerkstätten auch die Fahrzeug- bzw. Teilehersteller sowie Großhändler. Unter den Begriff „Kraftfahrzeug“ im Sinne der Regelung fallen neben Personenkraftwagen, Lastkraftwagen und Motorrädern auch sogenannte selbstfahrende Arbeitsmaschinen im Sinne von § 3 Abs. 2 Nr. 1a FZV, z. B. Traktoren oder Mähdrescher, aber auch Motorboote und Flugzeuge.

## Ermittlung der Steuer
Die Altteilsteuer entspricht dabei der aktuellen vollen Umsatzsteuer (derzeit 19 %) auf die Bemessungsgrundlage, die nach § 10 Abs. 2 Satz 2 UStG zu ermitteln ist. Die Bemessungsgrundlage ist ein Durchschnittswert, der mit 10 % des Listenpreises des gleichwertigen Neuteils (ohne Nachlässe und ohne Umsatzsteuer) definiert ist.
Beispiel-Rechnung:
```
1 Austauschmotor             1.000,00 €
+ Umsatzsteuer 19 %            190,00 €
+ Umsatzsteuer auf den Wert
  des Altteils von 100 €
  (10 % von 1.000 €)            
19,00 €

---------------------------------------
Bruttosumme                  1.209,00 €
```

## Verfahren
Die auf die Hingabe des Altteiles entfallende Umsatzsteuer ist vom Kfz-Unternehmer auf der Rechnung gesondert aufzuführen, innerhalb der Buchführung gesondert aufzuzeichnen und im Rahmen der Umsatzsteuervoranmeldung an das Finanzamt abzuführen. Ist der Kunde selber vorsteuerabzugsberechtigter Unternehmer, kann er die Altteilsteuer als Vorsteuer geltend machen.
Ist der Kunde ein Land- und Forstwirt, der seine Umsätze nach § 24 UStG pauschal versteuert, steht diesem kein Vorsteuerabzug zu. In diesen Fällen muss der Kfz-Unternehmer dem Land- und Forstwirt 9,0 % des Altteilwertes wieder gutschreiben, sodass dieser im Ergebnis mit einer Altteilsteuer von 8,3 % belastet wird. Privatkunden und Unternehmer, die nicht vorsteuerabzugsberechtigt sind, zahlen im Ergebnis 19 % Umsatzsteuer sowohl auf das Neuteil als auch auf 10 % des Neuteilwertes, was im Ergebnis einer Belastung mit Umsatzsteuer von 20,9 % des Nettopreises des Neuteils entspricht.

## Begriff
Der gebräuchliche Begriff Altteilsteuer ist irreführend, weil man die Steuer in den meisten Fällen anhand des Preises des Neuteiles berechnet, das im Austausch eingebaut wird, und nicht auf die ausgebauten und der Werkstatt übereigneten Altteile.